# L'isola del desiderio
L'isola del desiderio (The Luck of the Irish) è un film del 1948 diretto da Henry Koster.

## Trama
Un giornalista si ritrova per via di un incidente di fronte ad una misteriosa isola, guidato da un nano che gli consegna una moneta d'oro, lo indirizza verso un albergo dove viene accolto calorosamente. Prima di lasciarlo lo strano piccolo essere lo avverte che nel caso il suo cuore volgesse all'oscurità della cupidigia la moneta diventerà di pietra. Dopo essersi riposato l'uomo torna negli USA dove continua il suo lavoro, è sul punto di ottenere successo e fama forse al prezzo della sua anima, infatti osserva la moneta ed è diventata di pietra. Lascia tutto e torna in quell'albergo dove sposa la figlia del proprietario.

## Produzione
Tratto da un romanzo di Constance Jones e Guy Jones e poi adattato da Philippe Dunne, prodotto dalla Twentieth Century Fox Film Corporation, le riprese del film vennero eseguite in parte negli studios della 20th Century Fox e in parte a Manhattan, New York.

## Distribuzione

### Data di uscita
Il film venne distribuito in varie nazioni, fra cui:
- Stati Uniti d'America, The Luck of the Irish 3 settembre 1948 (prima a Los Angeles, California, poi diffuso a partire dal 15 settembre)
- Svezia, Det började med Nora 29 ottobre 1948
- Finlandia, Irlannin taivaan alla 8 luglio 1949

## Accoglienza

### Critica
L'adattamento cinematografico non è riuscito al meglio, si evidenziano i pregi della fotografia e l'interpretazione di Cecil Kellaway